# Arnaud Coyot
Arnaud Coyot (Beauvais, 6 de octubre de 1980-Amiens, 24 de noviembre de 2013) fue un ciclista profesional francés.

## Trayectoria
Debutó como profesional en el año 2003, con el equipo Cofidis. 
A pesar de tener apalabrado un contrato con el Accent Jobs-Wanty para correr en 2013, Coyot decidió finalmente terminar su carrera deportiva al final de la temporada 2012 debido a continuas molestias en la rodilla.
Coyot falleció el 24 de noviembre de 2013 como consecuencia de las graves lesiones sufridas en un accidente de circulación, cuando viajaba como pasajero de un coche conducido por el también ciclista profesional Guillaume Levarlet y en el que se encontraba de igual modo su compañero Sébastien Minard.

## Palmarés
2003
- Gran Premio Tallin-Tartu

2006
- Clásica Haribo

2008
- 2.º en el Campeonato de Francia en Ruta

## Resultados en Grandes Vueltas
| Carrera | Carrera         | 2003 | 2004 | 2005  | 2006  | 2007 | 2008  | 2009  | 2010 | 2011  | 2012 |
| ------- | --------------- | ---- | ---- | ----- | ----- | ---- | ----- | ----- | ---- | ----- | ---- |
|         | Giro de Italia  | —    | —    | —     | —     | —    | —     | —     | —    | —     | —    |
|         | Tour de Francia | —    | —    | —     | 128.º | —    | 112.º | 115.º | —    | 148.º | —    |
|         | Vuelta a España | —    | Ab.  | 113.º | —     | —    | —     | —     | —    | —     | —    |

—: no participa

Ab.: abandono 

## Equipos
- Cofidis (2003-2006)
- Unibet.com (2007)
- Caisse d'Epargne (2008-2010)
- Saur-Sojasun (2011-2012)